# Meistaraflokkur (1919)
Sezon 1919 był 8. sezonem o mistrzostwo Islandii. Drużyna Fram nie obroniła tytułu mistrzowskiego, zdobył go zespół KR, zdobywając w trzech meczach pięć punktów. Ze względu na brak systemu ligowego żaden zespół nie spadł ani nie awansował po sezonie.

## Drużyny
Po sezonie 1918 nie nastąpiły żadne zmiany w składzie ligi, wobec czego do sezonu 1919 przystąpiły cztery zespoły.
| Uczestnicy poprzedniej edycji                                                                                 | Uczestnicy poprzedniej edycji | Uczestnicy poprzedniej edycji | Uczestnicy poprzedniej edycji |
| --- | ----------------------------- | ----------------------------- | ----------------------------- |
| FRA | Fram                          | 1                             |                               |
| VÍR | Víkingur Reykjavík            | 2                             |                               |
| VAL | Valur                         | 3                             |                               |
| KRE | KR                            | 4                             |                               |
| Oznaczenia: - kolumna pierwsza – skróty nazw drużyn, - kolumna trzecia – miejsce zajęte w poprzednim sezonie. |                               |                               |                               |

## Tabela
Drużyna Valur nie stawiła się na meczu przeciwko Víkingur Reykjavík, w związku z czym drugiemu z zespołów dopisane zostały dwa punkty za zwycięstwo, jednakże bez doliczania bramek.
| Lp. | Drużyna            | M | Z | R | P | Bramki | Bramki | +/– | Pkt |
| --- | ------------------ | - | - | - | - | ------ | ------ | --- | --- |
| 1   | KR (M)             | 3 | 2 | 1 | 0 | 6      | 2      | +4  | 5   |
| 2   | Fram               | 3 | 2 | 0 | 1 | 13     | 4      | +9  | 4   |
| 3   | Víkingur Reykjavík | 3 | 1 | 1 | 1 | 1      | 2      | −1  | 3   |
| 4   | Valur              | 3 | 0 | 0 | 3 | 0      | 12     | −12 | 0   |

## Wyniki
| Gospodarz \ Gość   | FRA | KRE | VAL | VÍR |
| Fram               |     |     | 9:0 | 2:1 |
| KR                 | 3:2 |     | 3:0 |     |
| Valur              |     |     |     |     |
| Víkingur Reykjavík |     | 0:0 |     |     |

Źródło: Knattspyrnusamband Íslands (isl.)
Objaśnienia:
1Drużyna gospodarzy jest wymieniona po lewej stronie tabeli.
Kolory: zielony – zwycięstwo gospodarzy, żółty – remis, różowy – zwycięstwo gości.